# NGC 7318B
NGC 7318B (другие обозначения — PGC 69263, NGC 7318-2, ZWG 514.62, UGC 12100, ARP 319, MCG 6-49-40, VV 288, NPM1G +33.0465, HCG 92B) — спиральная галактика с перемычкой, находится в созвездии Пегас.
Объект входит в состав Квинтета Стефана.
Этот объект входит в число перечисленных в оригинальной редакции «Нового общего каталога».
Инструментом MIRI телескопа Уэбб была запечатлена ударная волна, возникшая во время столкновения двух галактик NGC 7318A и NGC 7318B.